# Ascott-under-Wychwood
Ascott-under-Wychwood is een civil parish in het bestuurlijke gebied West Oxfordshire, in het Engelse graafschap Oxfordshire met 560 inwoners.